# Цементно-стружечная плита
Цементно-стружечная плита (ЦСП) — композиционный листовой строительный материал, изготавливаемый из тонкой древесной стружки, цемента и химических добавок, снижающих вредное воздействие экстрактов древесины на цемент.

## Свойства
- Плотность — 1100—1400 кг/м³[1]
- Удельная теплоёмкость — 1,15 кДж/кг·°С
- Паропроницаемый «дышащий» материал — 0,03 мг/(м·ч·Па)[2]
- Водостойкость
- Устойчивость к гниению
- Хорошая звукоизоляция
- Гарантийный срок эксплуатации в строительных конструкциях — 50 лет[источник не указан 3888 дней]
- По пожарной безопасности плиты должны: - относиться к группе горючести Г 1 (трудногорючие) в соответствии с ГОСТ 30244;  - к группе воспламеняемости В1 (трудновоспламеняемые) в соответствии с ГОСТ 30402;  - к группе не распространяющих пламя РП1 в соответствии с ГОСТ 12.1.044;  - иметь малую дымообразующую способность Д1 в соответствии с ГОСТ 12.1.044;  - малоопасные по токсичности продукты горения Т1  в соответствии с ГОСТ 12.1.044.

## Применение
Используется для наружной и внутренней обшивки стен (например, при изготовлении вентилируемых фасадов, в каркасном строительстве и производстве сэндвич-панелей), в качестве несъёмной опалубки, как настил под кровлю или основа для пола, в виде подоконников, в элементах подвесных потолков, вентиляционных коробах. Соперничает с ДСП, фанерой, плоским шифером, гипсокартоном, гипсоволокнистым листом, ОСП.

## Недостатки
- Высокая плотность (до 1,4 т/м³). Материал примерно в 2 раза тяжелее, чем ОСП или СМЛ[4]. 1 м² ЦСП толщиной 8 мм имеет массу около 10 кг, что делает затруднительным подъём ЦСП для облицовки верхних этажей домов без лесов или лебёдок.
- Невысокая прочность при изгибе. В то же время материал очень прочный к продольной деформации, поэтому традиционно используется для усиления каркасов домов.

## Производители в СНГ
Почти все российские заводы по выпуску ЦСП были запущены в эксплуатацию в 1987—1989 годах. Из них ныне действуют «ТАМАК» (Тамбов), «ЦСП-Свирь» (Ленинградская область), «Завод строительных конструкций» (Стерлитамак), входящий в холдинг «Башбетон» (Уфа), Костромской завод ЦСП (Кострома), «Стропан» (Омск), «Сибжилстрой» (Тюмень).
В 2015 году свою работу начал первый в Республике Беларусь завод «ЦСП БЗС» (Кричев).